# Symphimus
Symphimus es un género de serpientes que pertenecen a la familia Colubridae. El género agrupa a dos especies cuya área de distribución incluye México y Belice.

## Especies
Se reconocen las siguientes especies:
- Symphimus leucostomus Cope, 1869
- Symphimus mayae (Gaige, 1936)